# McRae (Georgia)
McRae es una ciudad ubicada en el condado de Telfair en el estado estadounidense de Georgia. En el año 2012 tenía una población de 5.622 habitantes estimada.

## Geografía
McRae se encuentra ubicada en las coordenadas 32°3′52″N 82°53′54″O / 32.06444, -82.89833 (32.064508, -82.898251).
Según la Oficina del Censo, la localidad tiene un área total de 8,8 km² (3,4 mi²), de la cual 8,7 km² (3,4 mi²) es tierra y 0,1 km² (0 mi²) (1,20 %) es agua.

## Demografía
Según la Oficina del Censo, en 2012 los ingresos medios por hogar en la localidad eran de $24.712, y los ingresos medios por familia eran de $70.800. 